# Prapetno (Radeče, Slovenija)
Prapetno je naselje u slovenskoj Općini Radeču. Prapetno se nalazi u pokrajini Štajerskoj i statističkoj regiji Savinjskoj. 

## Stanovništvo
Prema popisu stanovništva iz 2002. godine naselje je imalo 89 stanovnika.